# Джоанинов буревестник
Джоаниновият буревестник (Bulweria fallax) е вид птица от семейство Procellariidae. Видът е почти застрашен от изчезване.

## Разпространение и местообитание
Разпространен е в Йемен, Оман и Сомалия.